# Richard Lovelace

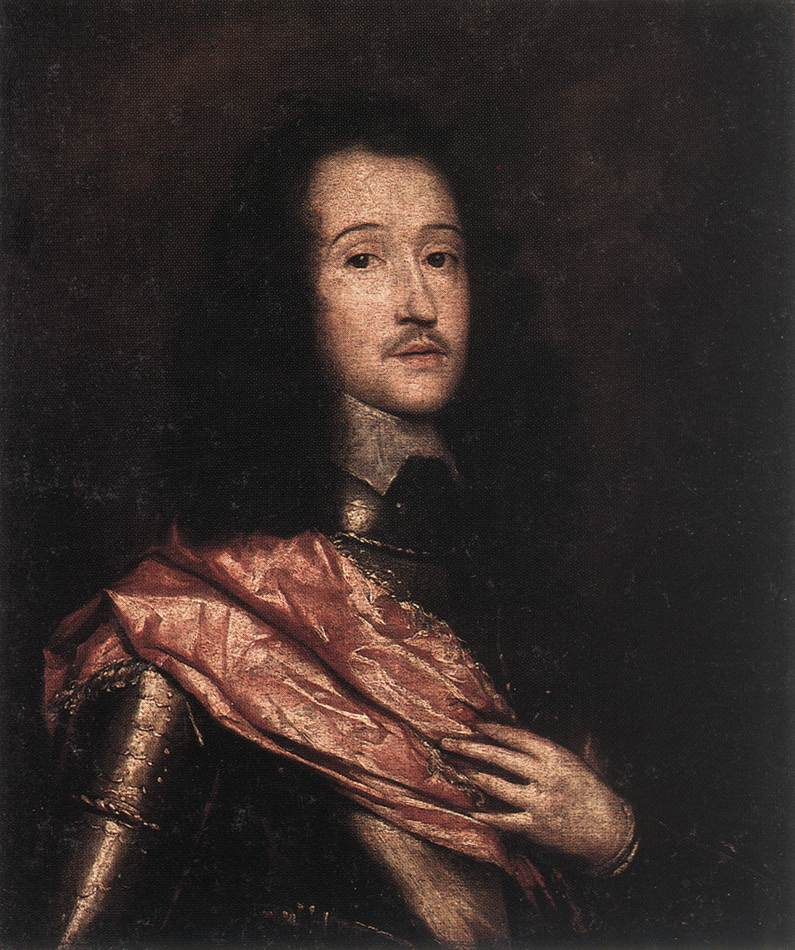
Richard Lovelace (ungefär 1645)

Richard Lovelace, född 1618, död 1657, var en engelsk poet, dotterdotterson till ärkebiskop Edwin Sandys.
Lovelaces diktsamling Lucasta (1649, nyutgåva av William Carew Hazlitt 1868, 2:a utgåvan 1897), påverkad av metafysiska skolan inom engelsk poesi innehåller många överarbetade och dunkla poem men även enkla lyriska dikter, av vilka flera länge förblev populära.